# 하남 미사리 유적
하남 미사리 유적(河南 渼沙里 遺蹟)은 대한민국 경기도 하남시에 있는 선사시대의 유적지이다. 1979년 10월 25일 대한민국의 사적 제269호로 지정되었다.

## 개요
광주(현재 하남시) 미사리에 있는 선사시대 유적으로, 미사리는 원래 한강에 있는 섬이었으나 조정경기장이 만들어지면서 육지쪽과 연결되었다.
1962년에 발견되었고 1980년에 서울대학교를 중심으로 한 서울시내 4개 대학이 합동 발굴하였다. 현재 지표로부터 7개의 자연층위로 이루어졌는데 삼국시대 전기 층, 청동기시대 층, 신석기시대 층으로 구분된다. 청동기 시대층에서는 여러 점의 무문토기와 돌도끼, 돌끌, 돌그물추, 그리고 당시의 집터가 확인되었다. 신석기시대층은 주거지와 빗살무늬토기, 그물추, 화살촉, 돌도끼를 비롯한 생활도구와 불에 탄 도토리가 채집되었다. 신석기시대 층의 연대는 방사성 탄소측정결과 5253±140년 전으로 나타났다.
미사리 선사유적은 각 시대의 생활도구 및 집터가 발견되어, 중부지역 선사문화 연구뿐만 아니라 전반적인 한국 선사문화 연구에도 중요하다.

## 참고 자료
- 하남 미사리 유적 - 국가유산청 국가유산포털